# Televisa
Televisa (NYSE: TV), là một tập đoàn đa phương tiện Mexico, đây là phương tiện truyền thông đại chúng lớn nhất Mỹ Latinh và cộng đồng các nước sử dụng tiếng Tây Ban Nha. Đây là một hãng giải trí mang tầm quốc tế, nhiều chương trình của hãng được chiếu tại Hoa Kỳ trên Univision. Năm 2011, các đối thủ cạnh tranh đáng kể nhất của hãng trong thị trường truyền thông tiếng Tây Ban Nha là TV Azteca (Mexico) và TVE (Tây Ban Nha).

## Lịch sử
Grupo Televisa (Tập đoàn Televisa) xuất hiện vào năm 1955 và ban đầu được mang tên là Telesistema Mexicano, tập đoàn kết nối với 3 kênh truyền hình đầu tiên trong cả nước là: XHTV-TV (phát sóng năm 1950), XEW-TV (1951) và XHGC-TV (1952). Tập đoàn thuộc sở hữu của Gia đình Azcárraga đến từ Venezuela, gia tộc này cũng đã cho ra đời đài phát thành dầu tiên của Mexico là XEW-AM vào năm 1930. Trụ sở của hãng được gọi là Televicentro và nằm ở Avenida Chapultepec thuộc trung tâm Thành phố México. Tòa nhà này được sử dụng từ ngày 10 tháng 2 năm 1952.

## Biểu tượng

Biểu tượng của Televisa (1 tháng 1 năm 1973-31 tháng 12 năm 2000)

Biểu tượng nổi tiếng của Televisa là do Pedro Ramirez Vazquez thiết kế vào năm 1973, và ngưng sử dụng năm 2000 nhân kỷ niệm 50 năm hoạt động của hãng Televisa: biểu tượng hiện tại diễn tả một con mắt nhìn ra thế giới thông qua màn hình ti vi.

## Televisa ngày nay
Televisa tập trung vào các chương trình truyền hình, các chương trình cho truyền hình trả tiền, phân phối các chương trình truyền hình ra quốc tế, dịch vụ truyền hình DTH, phát hành và xuất bản, truyền hình cáp, phát thanh, thể thao chuyên sâu và quảng cáo, dịch vụ tin nhắn, sản xuất phim và phân phối, lồng tiếng, cung cấp dịch vụ Internet. Các công ty trực thuộc hãng là:
- Comercio Más (Internet EsMas.com)
- SKY Latin America
- Cablevisión (chỉ hoạt động tại Thành phố Mexico)
- Televisa Networks
- Sân vận động Azteca (Football Stadium)
- Club América (Đội tuyển bóng đá)
- Club Necaxa (Đội tuyển bóng đá)
- San Luis FC (Đội tuyển bóng đá)
- Atlante FC (Đội tuyển bóng đá)
- Editorial Televisa (Sách, tạp chí và báo)
- Intermex (Nhà biên tập)
- Televisa Radio (trước đây là Radiopolis)
- Videocine (sản xuất và phân phối phim)
- Televisa Home Entertainment (Phân phối DVD)
- EMI Televisa Músic (Âm nhạc)
- EMI Latin (Âm nhạc)
- Televisa Licencias (Thương mại)
- Televisa Digital (Internet)
- TuTV (Mạng HDTV tại Hoa Kỳ)
- La Sexta (Kênh truyền hình tại Tây Ban Nha)
- Más Fondos (Tập đoàn đầu tư)
- Volaris (Hàng không) (đã bán ngày 16 tháng 7 năm 2010)[4]
- Playcity Casino (Sòng bạc)
- Multijuegos (Sổ xố)

## Dịch vụ

### Truyền thông mặt đất
Televisa cung cấp các chương trình trên phạm vi toàn Mexico thông qua các chi nhánh tại địa phương. 253 đài truyền hình địa phương của Mexico (54.8 % tổng số đài thương mại) phát các chương trình thuộc 5 kênh truyền hình mặt đất. là:
- Canal de las Estrellas (Kênh của sao, XEW-TV) - Trạm Televisa hàng đầu; tổng hợp và thời sự
- Canal 5 - Gặp gỡ truyền hình, phim truyện và các chương trình giáo dục giới trẻ
- Galavisión - Truyền hình nhiều tập nước ngoài, thể thao, kịch
- Foro TV - Thành phố Mexico - Thời sự và chính luận </ref>
- Univision - (Hoa Kỳ) tổng hợp và thời sự (5%)

### Cáp
- American Network (HD) -
- Bandamax -
- Canal de las Estrellas (HD)
- Golden and Golden Edge (HD)
- Clásico TV -
- De Película -
- De Película Clásico -
- Ritmoson Latino -
- TL Novelas -
- TeleHit -
- Televisa Deportes Network (HD)
- Unicable -

Các kênh hợp tác
- Telemundo Latin America
- BBC Entertainment Latin America
- CBeebies Latin America